# Halickie (Białystok)
Halickie – do końca 2005 część wsi Halickie, od 2006 część miasta Białegostoku, w południowo-wschodniej części miasta, na osiedlu Dojlidy Górne, oddalona o 11 km od centrum. Została przyłączona do Białegostoku 1 stycznia 2006 roku. Obejmowała obszar 158 ha i zamieszkiwało ją wówczas około 300 mieszkańców.
Ulice znajdujące się w obrębie dzielnicy: Halicka (główna ulica), Lubczykowa, Zielone Jabłuszko, Sezamkowa, Goździkowa, Koperkowa, Cukiniowa, Pszeniczna, Nad Potokiem, Nasienna i Margerytki. Ulice zostały nazwane przez mieszkańców zamieszkujących daną ulice.